# Leiendecker Bloas

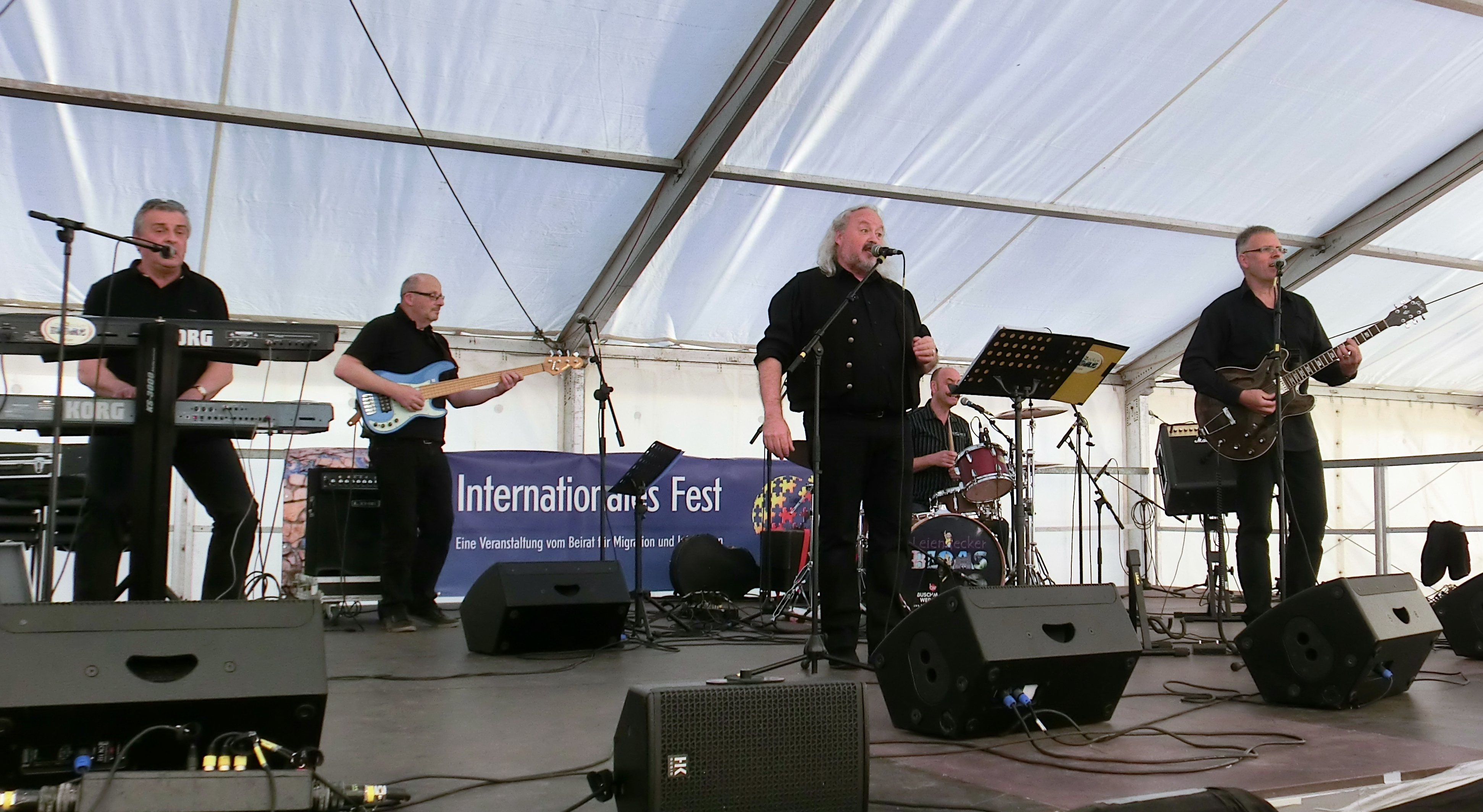
Leiendecker Bloas, 2013

Die Leiendecker Bloas ist eine deutsche Mundart-Band.

## Geschichte
Gegründet wurde Leiendecker Bloas 1986 in Trier. Sie spielen Rockmusik mit Texten in Trierer Mundart. Von ihnen stammt unter anderem der Fansong von Eintracht Trier (Für uns geddet nur Eintracht Trier, 2005). Der erste Auftritt erfolgte am 21. Februar 1987 in der Tufa im Rahmen einer Sitzung des ACC (Alternativer Carneval Club). Alljährlich zur Karnevalssession tritt die Leiendecker Bloas bei den Prunksitzungen der Trierer Karnevalsgesellschaft Heuschreck auf, darüber hinaus ist Helmut Leiendecker als Büttenredner beim Heuschreck aktiv.
Am 6. März 2007 starb überraschend Gitarrist Joachim (Joa) Rother im Alter von 52 Jahren, was in der Trierer Musikszene tiefe Bestürzung auslöste. Der am 25. September 1954 in Rudgershagen (Oberschlesien) geborene Rother, der 1958 nach Trier kam, hinterlässt seine Frau und drei Kinder. Die Abschiedsworte der Band in der Todesanzeige waren auf Trierer Platt verfasst: „Eich well net wissen wie dat es, wenn dau mei Kumbel nimmie bess. Ohne deich es alles kalt o klaan on ohne deich se mir allan.“

## Mitglieder
- Helmut Leiendecker (Texte und Gesang, Mundharmonika)
- Peter May (Keyboards und Gesang; Management; Internet)
- Ulle Backes (Gitarre und Gesang)
- Heiko Wilhelmus (Gitarre)
- Wolfgang Thiel (Bass und Gesang)
- Martin Herrmann (Schlagzeug und Gesang)
- Carlos Wagner (Saxophone)
- Helmut Engelhardt (Saxophone, Klarinette und Gesang)

Ehemalige Mitglieder
- Werner „Tilly“ Klahr (Bass)
- Christian Wendt (Keyboards)
- Joachim Rother (Gitarre) († 6. März 2007)
- Thomas Zehren (Schlagzeug)
- Manfred Schömer (Bass)
- Albert Niesen (Gitarre) († 9. Dezember 2017)
- Anton „Toni“ Schneider (Saxophon, Klarinette) († 21. Juni 2017)
- Äbbi Simons (Bass)
- Karl Schulz (Gitarre)

## Diskographie

### Singleplatte
- A-Seite Papa B-Seite Mariesäul
- A-Seite Teerdich B-Seite Die Treverer senn Cleverer
- A-Seite De Legionär B-Seite Mei Ent’chi

### Alben
- Sauwer, 1992
- Quant, 1994
- Gammer, 1998
- Probber Probber, 2003
- Gaddeng! 2013

### Maxis
- Es Faosenaocht, Muuselindijanao, Eintracht-Lied, 1995
- Biwaksjongen, Loftschlang, Heijaomann, 1998
- Die Saat geht auf (offizielle Hymne der Landesgartenschau in Trier), 2004
- Für uns geddet nur Eintracht Trier (offizielle Hymne des SV Eintracht Trier 05), 2005
- Hei senn eich, 2011
- Weihnachtsmaort en Trier, 2014

### DVD
- Live in Bernkastel 2014

## Auszeichnungen
- Otto- und Elsbeth-Schwab-Preis der Stadt Trier, 1993
- Franz-Weißebach-Preis 2006 an Helmut Leiendecker
- Trierer Weihnachtscircus-Award 2012